# 아슈아리파
아슈아리파(아랍어: الأشعرية al-Ashʿariyya[*])는 수니파 이슬람의 한 신학파로, 9~10세기의 샤피이파 법학자이자 칼람 학자이던 아부 알하산 알아슈아리에서 이름이 유래했다. 이들은 성서적 권위, 그리고 합리성과 신학적 합리주의에 근거하여 정통적인 지침을 수립했다. 마투리디파, 아타리파와 함께 수니파 이슬람의 3대 신학파 중 하나이다.

## 같이 보기
- 칼람
- 이슬람 학파